# 梅雷尼斯科鎮區 (密歇根州)
梅雷尼斯科鎮區（英語：Marenisco Township）是位於美國密歇根州戈吉比克縣的一個行政鎮區。

## 地方資料
梅雷尼斯科鎮區的面積為844.00平方千米，當中陸地面積為805.10平方千米，而水域面積為38.90平方千米。根據2020年美國人口普查的數據，當地共有人口455人，而人口密度為每平方千米0.54人。